# Casino de Montréal
Le Casino de Montréal est un casino situé sur l'île Notre-Dame à Montréal au Québec, dans les anciens pavillons de la France et du Québec durant l'exposition universelle de 1967. Il est géré par la Société des casinos du Québec, une filiale de Loto-Québec. Il est le plus grand casino du Québec et du Canada.

## Historique
C'est le 15 décembre 1992 que le conseil des ministres du gouvernement du Québec donne son approbation pour le lancement d'un casino à Montréal. Le site choisi est l'ancien pavillon de la France de l'Expo 67, devenu entre-temps le Palais de la Civilisation, sur l'Île Notre-Dame à Montréal. C'est aux architectes Jean Faugeron et André Blouin qu'est confiée l'aménagement des lieux et sa surface intérieure de 5 100 m. Contrairement aux casinos traditionnels installés sur un seul niveau, le défi de celui de Montréal est de se déployer sur plusieurs étages.
Le Casino de Montréal a été inauguré le 9 octobre 1993. Plusieurs artistes (Micheline Beauchemin, Serge Lemoyne, Marie-Christiane Mathieu) et designers (Michel Morelli, Alain Albert) sont mis à contribution pour l'aménagement intérieur.
En 1994, l'immeuble était agrandi une première fois, puis en 1996, un second agrandissement permettait d'ajouter une salle de spectacle.
Afin de souligner son vingtième anniversaire, le Casino entreprend un nouvel agrandissement en 2013. L'expansion se fait en ajoutant le Pavillon du Québec. Les travaux de quatre ans ont coûté 300 millions de dollars. 
Le 18 décembre 2023, Loto-Québec dévoile la construction d'un hôtel de 200 chambres adjacent au casino. Le projet est évalué à 150 millions $, financés par la société d'État. Son ouverture est prévue d'ici 2026 ou 2027. Le futur hôtel du Casino de Montréal sera exploité sous la bannière des hôtels Germain, choisie par Loto-Québec. 

### Projet de déménagement
En juin 2005, Loto-Québec proposait l'implantation d'un complexe de divertissement de calibre international sur le site du bassin Peel, dans le secteur du Havre de Montréal. Le projet, élaboré en collaboration avec le Cirque du Soleil, découlait du plan de développement 2004-2007 de Loto-Québec. Le complexe comprenait notamment un hôtel de 300 chambres, une salle de spectacles de 2 500 places, la relocalisation du Casino de Montréal et, éventuellement, un centre de foires commerciales,. Par contre, après huit mois de tergiversations et de protestations des groupes communautaires, les deux promoteurs ont décidé d'abandonner l'idée. Le gouvernement du Québec, impopulaire dans les sondages à ce moment-là, n'est pas très enchanté par le projet. L'opposition importante, de même que l'incertitude sur la rentabilité économique du projet a probablement poussé le gouvernement à faire preuve de réserve dans ce dossier.

## Description

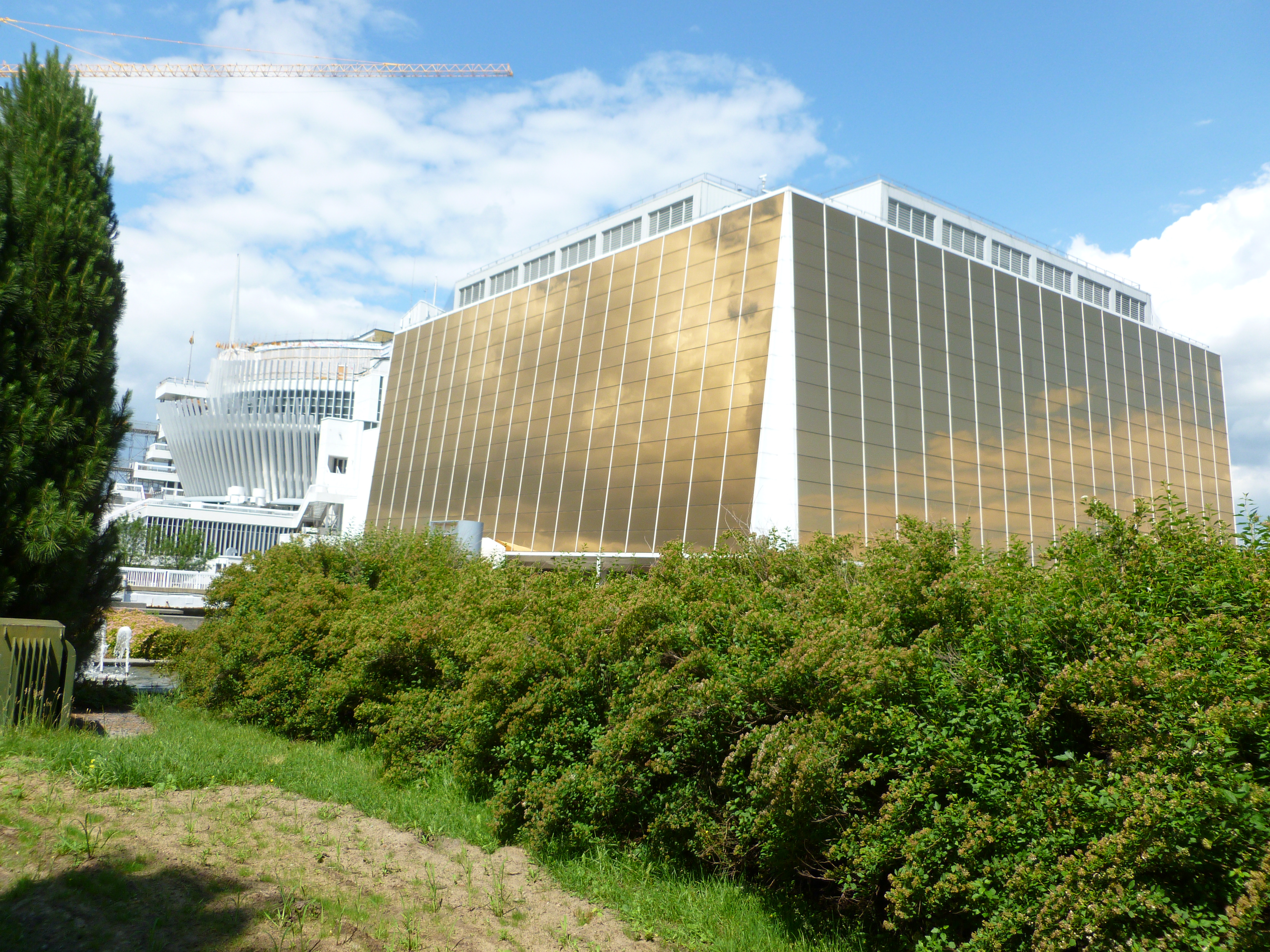
Casino de Montréal, la section de l'ancien pavillon du Québec de l'Expo 67

Le Casino de Montréal compte six étages où l’on retrouve plus de 80 tables de jeu, 3 000 machines à sous, ainsi que des jeux électroniques. Il abrite également trois restaurants et une salle de 500 places, le Cabaret du Casino de Montréal, qui accueille des spectacles de variétés et des revues musicales. Il s'agit de l'unique salle de spectacle à Montréal où l'on peut prendre un repas.
Au 31 mars 2006, le chiffre d'affaires annuel  du Casino de Montréal était de 500,8 millions $CAN. Au cours de l'exercice financier 2005-2006, il a été fréquenté par plus de 6,2 millions de personnes.

## Jeux disponibles
Les jeux suivants sont disponibles au Casino de Montréal :
- Blackjack
- Freebet Blackjack
- Spanish 21
- Blackjack Switch
- Baccara
- Roulette (Anglaise)
- Touch Bet Roulette
- Poker à trois cartes
- Mississippi Stud
- Ultimate Texas Hold'em (contre la maison)
- Craps
- Sic bo
- Bataille
- Poker Texas Hold'em (Tables avec croupiers)

Le Casino de Montréal propose également une piste de course électronique Royal Ascot, des jackpots intercasino, un bingo électronique, des machines à sous, des terminaux de loterie vidéo, des tournois et mini-tournois et une section pour les paris élevés.

## Controverses
En avril 1994, Daniel Corriveau remporte 600 000 $CAD en jouant au keno du Casino de Montréal. Il est parvenu à sélectionner 19 des 20 numéros gagnants trois fois de suite. M. Corriveau affirme avoir utilisé un ordinateur conjointement avec la théorie du chaos pour détecter une tendance dans la séquence des nombres. Il a plus tard été révélé que la séquence avait été rendue plus simple à prédire en raison de l'utilisation, par le Casino, d'un générateur de nombres pseudo-aléatoires inadéquat. En fait, la machine de keno électronique était redémarrée quotidiennement dans le même état initial, produisant chaque jour la même séquence de nombres. Pour certains, ce gain est illicite, mais M. Corriveau n'a légalement enfreint aucune loi en agissant ainsi.